# Казачество на Украине

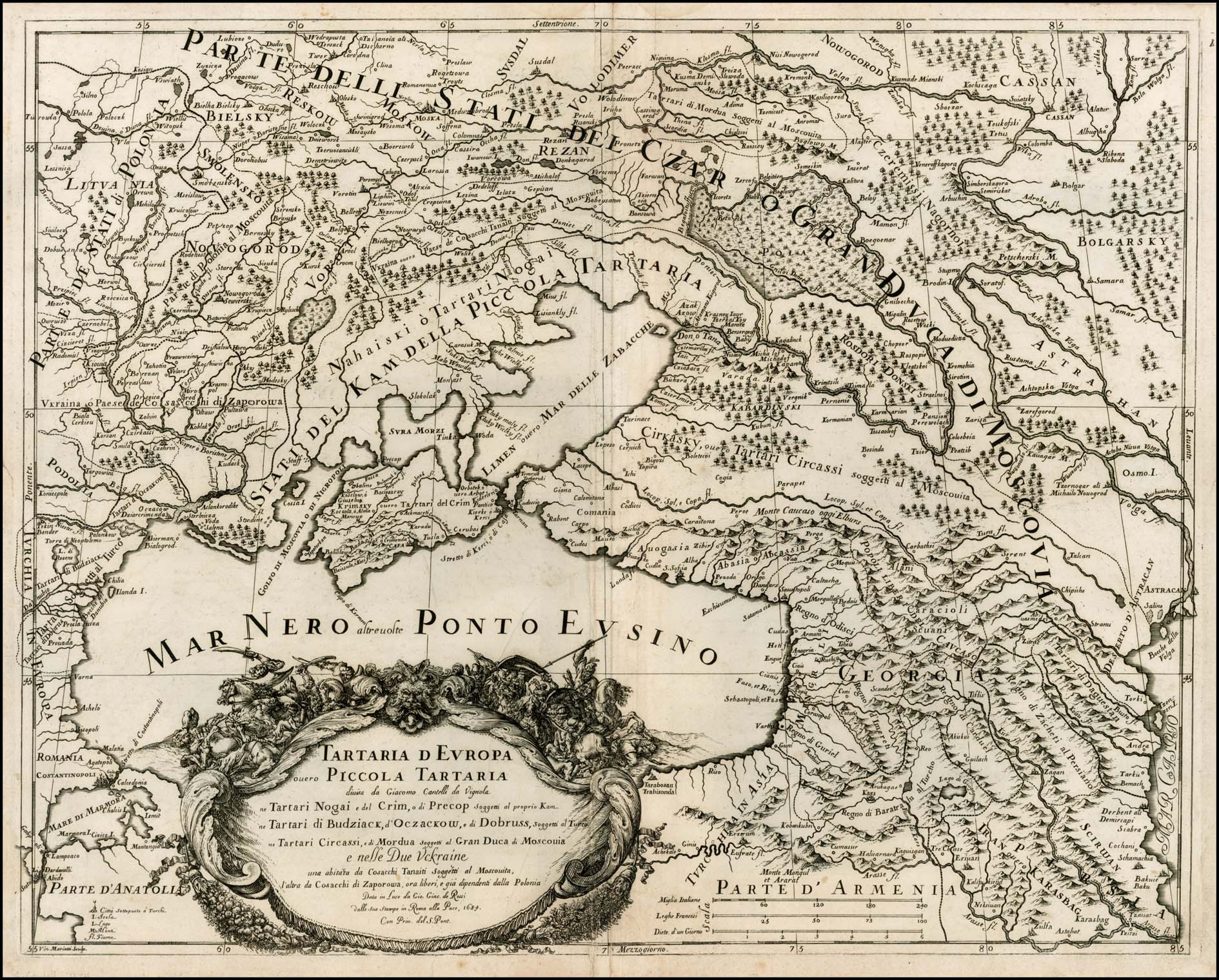
Итальянская карта 1684 года, на которой словом VKRAINA обозначены территории донских (Cosacchi Tanaiti) и запорожских (Cosacchi de Zaporowa) казаков

Казачество на Украине, украинские казаки, украинское казачество — казачество, возникшее на территории украинских земель в Раннее Новое время или возрождённое в новейшей истории в границах современной Украины.
Первые упоминания о черкасах (позже их стали называть казаками) на южных степных окраинах Речи Посполитой зафиксированы в XV веке. Казаки первоначально проживали на южной Киевщине и восточном Подолье, позже они стали называться днепровскими или запорожскими, также различают северских казаков или севрюков, сечевых (низовых), реестровых (городовых), охочекомонных (компанейских), надворных и слободских казаков.

В Польской Руси разделение на сословие казаков и людей «посполитых» или крестьян произошло при Стефане Батории (1576 или 1583 год), при введении в Малой России реестрового списка (реестр или список казаков) когда было приказано внести в этот список 6000 служилых людей, за которыми польская власть признавала и закрепляла права и обязанности казацкого сословия. С 1663 года часть черкасов (казаков), отказавшихся от присяги королю Речи Посполитой и перешедших на службу русскому царю, в соответствии с византийской традицией стали называть малороссийскими казаками. Данный термин использовался в дальнейшем в Царстве Русском, а затем в Российской империи для официального обозначения всех казаков, проживавших в Среднем Поднепровье (см. Гетманщина). Однако, в широком смысле в трудах российских историков царской эпохи малороссийскими казаками могли называть всё поднепровское казачество, то есть включая низовых запорожцев, во весь период его существования.

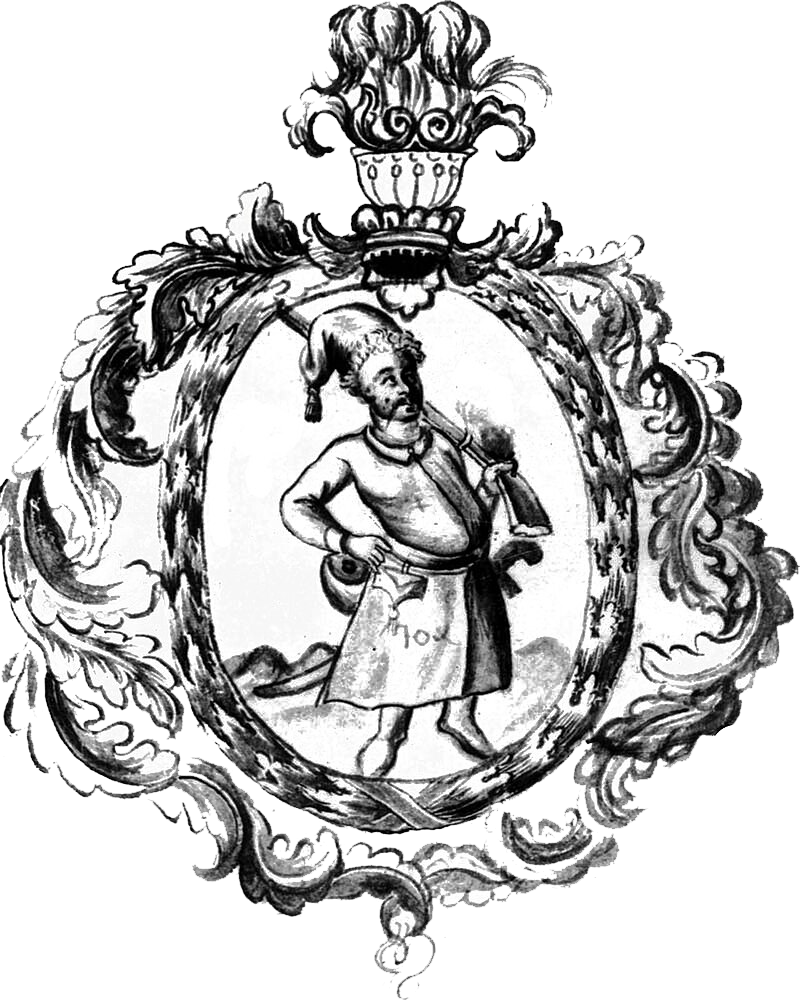
Герб Войска Запорожского из летописи Григория Грабянки, посвятившего ему песню (староукр.)

Первые упоминания о казаках на территории Украины встречаются в исторических источниках 80-90-х годов XV века, речь шла о населении Надднепрянской Украины, которое ходило на различные промыслы («в уходы») — охота, рыболовство, добыча соли, селитры или занималось охранной службой на границе между Великим княжеством Литовским и Крымским ханством.
Этнически состояли преимущественно из славян. В захоронениях Нижнего Поднепровья послемонгольского периода обнаружены также признаки сармато-салтовской группы, связанной с древними болгарами, народов Кавказа и монголоидные признаки, однако доля последних незначительна. Украинское казачество возникло фактически на фронтире славянского и кочевого миров.
Украинские казаки являются главным символом украинской идентичности.

## История возникновения

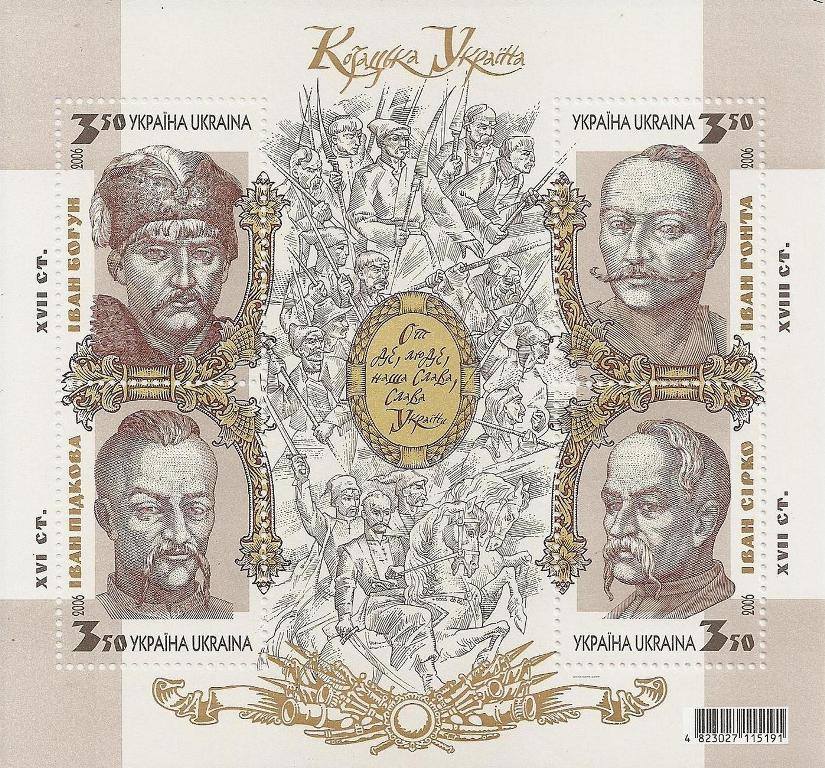
Почтовый блок современной Украины — «Казацкая Украина»: Иван Богун, Иван Гонта, Иван Подкова, Иван Серко

Первое официальное упоминание в российских источниках о «казаках» относится к XVI веку, в частности в грамоте ногайского князя Юсуфа русскому царю Ивану Грозному. В грамоте, датированной 1550 годом, князь пишет: «Холопи твои, нехто Сарыазман словет, на Дону в трёх и в четырёх местах городы поделали, да наших послов и людей наших, которые ходят к тебе и назад, стерегут, да забирают, иных до смерти бьют… Этого же году люди наши, исторговав в Руси, назад шли, и на Воронеже твои люди — Сары азманом зовут — разбойник твой пришёл и взял их». Различные историки опираясь на российские источники до сих пор не могут прийти к единому мнению о происхождении казаков, единственное что можно достоверно утверждать о происхождении казаков, это то что казачество возникло в зоне этнических контактов различных этносов.

## Запорожские казаки

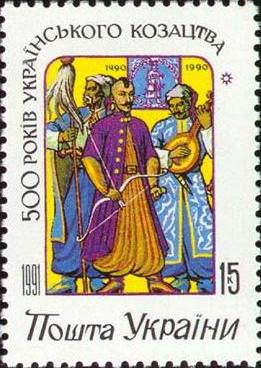
Почтовая марка Украины, 1992 год. 500 лет украинского казачества

Запорожские или низовые казаки проживали в низовьях Днепра, южнее днепровских порогов. В конце XIV века эти земли были вне юрисдикции какого-либо государства — Речи Посполитой, Крымского Ханства, Московского Государства и Османской империи.
C образованием постоянного главного укрепления (коша), выполнявшего также функции столицы низового днепровского казачества, получившего впоследствии название Сечи, казаки, жившие в нём и его окрестностях, стали именоваться сечевыми. Сечевые (низовые) казаки жили отдельным, независимым от какого-либо государства сообществом.

### Реестровые казаки

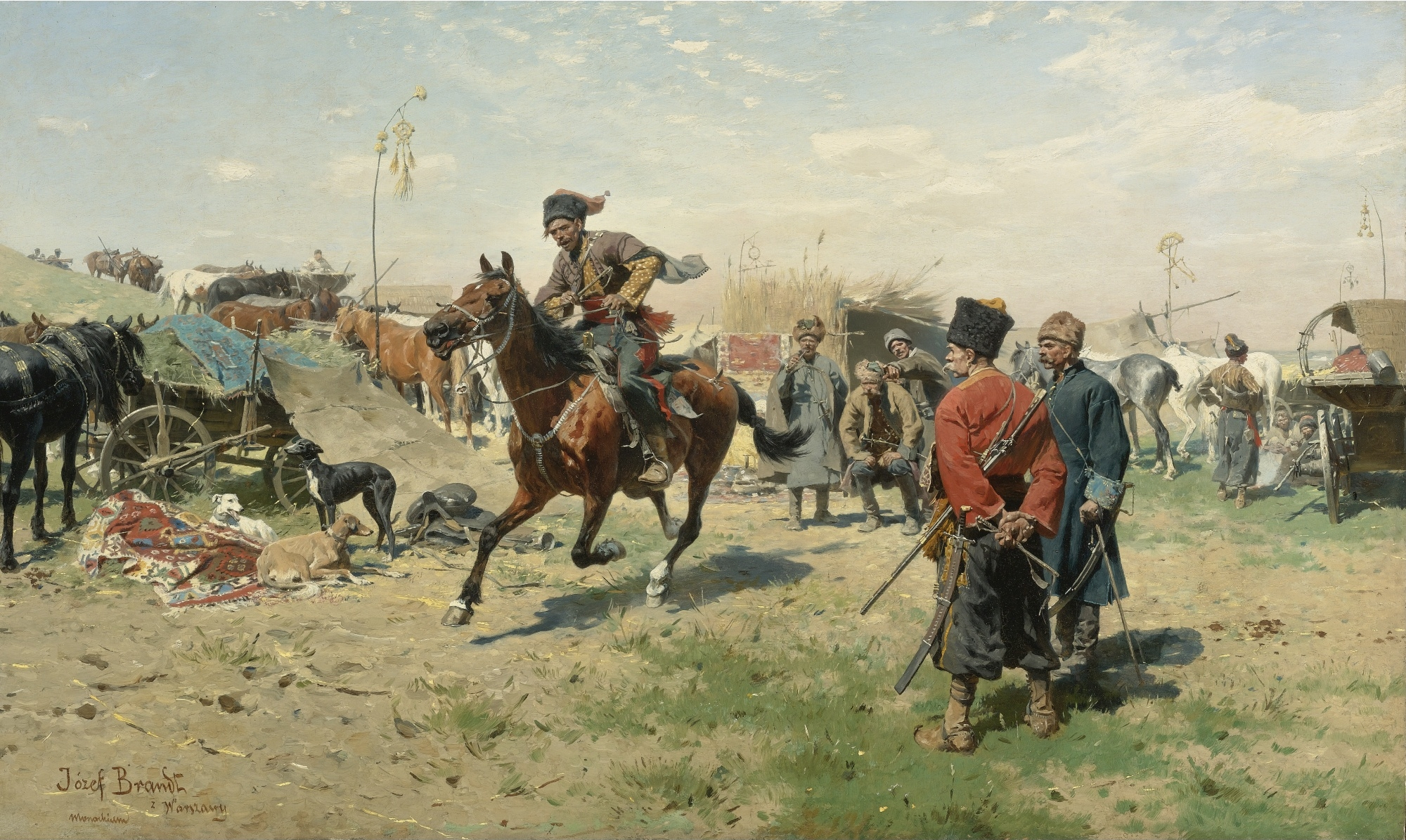
Ю. Брандт. «Запорожцы»

В 1572 году своей грамотой от 5 июня польский король Сигизмунд II Август подтвердил распоряжение коронного гетмана Ежи Язловецкого о наборе 300 низовых казаков на государственную службу и нахождение их под командованием коронного гетмана. Поскольку казаки, принятые на государственную службу, были внесены в специальный список — реестр, они образовали отдельное привилегированное сословие среди казаков и малороссийского населения Речи Посполитой (сохранившееся позднее и в Русском царстве) — реестровое казачество. Реестровые казаки несли военную службу в интересах государства, за жалование и привилегии (см. Привилегии, дарованные Королём и Привилегии, дарованные Царём). Примерно с этого времени ведёт отсчёт такое образование, как реестровое казацкое войско.
Позднее эта военно-политическая структура получила наименование Войско Запорожское (официально — «Войско Его Королевской Милости Запорожское», а после перехода на службу русскому царю «Войско Его Царского Величества Запорожское»).
В результате восстания 1648—1657 годов под руководством Богдана Хмельницкого было создано казацкое государственное образование — Гетманщина, которое в 1654 году перешло под протекторат Русского царства.
Затем из-за междоусобной вооруженной борьбы казачьей старшины, в которую вмешивались Речь Посполитая, Русское царство и Османская империя, украинские земли были опустошены и значительно обезлюдели. В 1667 году Русское царство и Речь Посполитая подписали Андрусовское перемирие, которое предусматривало, что Правобережная Украина закреплялась за Речью Посполитой. Это было подтверждено «Вечным миром» в 1686 году.
В 1685 году правительством Речи Посполитой была проведена реформа, восстанавливающая казацкие полки на территории Правобережной Украины. Однако в 1699 году сейм Речи Посполитой постановил упразднить казачество, после чего сопротивление наказного гетмана С. Самуся и полковника С. Палия вызвало последнее казацкое восстание в Речи Посполитой в 1702—1704 годах.

## Северские казаки или севрюки
Севрюки (сиврюки, реже севруки, позже саяны) — потомки северян, «несостоявшийся восточнославянский народ», в Московском государстве с конца XVI века считались служивым сословием из Северской земли.
Проживали на территории современных Украины и России, в бассейнах рек Десны, Ворсклы, Сейма, Сулы, Быстрой Сосны, Оскола и Северского Донца. Упоминаются в письменных источниках с конца XV до XVII века.
В XIV—XV веках севрюки постоянно соприкасались с ордынскими, а потом с крымскими и ногайскими татарами; с Литвой и Московией. Живя в постоянной опасности, они были хорошими воинами. Московские и литовские князья охотно принимали севрюков на службу.
В XV веке севрюки, благодаря своей стабильной миграции, начинают активно заселять обезлюдевшие после золотоордынского разорения южные земли находившегося тогда в вассальной зависимости от Литвы Новосильского княжества.
В XV—XVII веках севрюки уже представляли собой военизированное пограничное население, охранявшее границы смежных частей Польско-Литовского и Московского государств. Судя по всему, они были во многом похожи на ранних запорожских, донских и других подобных казаков, обладали некоторой автономией и общинной военной организацией.
В XVI веке считались представителями (древне)русской народности.
Как представители служилого люда (казаки), севрюки упоминаются ещё в начале XVII века, в эпоху Смутного времени, когда они поддержали восстание Болотникова, так, что война эта довольно часто называлась «севрюковской». Московские власти отвечали карательными операциями, вплоть до разгрома некоторых волостей. После завершения смуты севрюкские города Севск, Курск, Рыльск и Путивль подверглись колонизации из Центральной России.
После раздела Северщины между Московией и Речью Посполитой по соглашениям Деулинского перемирия (1619), имя севрюков практически исчезает с исторической арены. Западная Северщина подвергается активной украинской экспансии (козацкой колонизации), северо-восточная (московская) заселяется служилыми людьми и крепостными из Великороссии. Большая часть северских казаков перешла в положение крестьянства, некоторые влились в запорожское казачество. Остальные переселились на Нижний Дон.
Тем не менее, в период Смоленской войны 1632—1634 годов в исторических документах упоминаются ещё воевавшие в составе московского войска «даточные казаки Комарицкой волости» (осадная служба в Севске), «казаки Северской походной рати» и «охочие люди Комарицкой волости», среди которых выделяются сотник Гришка Дядин и есаул Найденка Харламов.
Из местного населения (севрюков) главным образом были сформированы Черниговский и Стародубский казачьи полки, а также Недригайловская сотня Сумского слободского казачьего полка и Деркачевская сотня Харьковского слободского казачьего полка.

## Слободские казаки
Начиная с середины XVII века, покидая охваченной войной земли Правобережной Украины (Польская и Литовская Русь), значительная часть малороссийского населения Речи Посполитой и некоторые запорожские казачьи отряды переселились на приграничные пустующие южные укра́ины Русского царства (на территории современной северо-восточной Украины, а также смежных с ней приграничных регионов современной России), в результате чего возникло слободское казачество. Уже при царе Алексее Михайловиче эти переселенцы были причислены к Белгородскому разряду и стали именоваться «Слободскими черкасскими казачьими полками» , а край, заселённый ими, получил общее название «Слободской Укра́ины» («Слободской укра́йны»), — в отличие от «укра́йны» («укра́ины»), состоявшей из Белгородского и Севского полков, — а её поселенцы, сохранившие своё казацкое устройство, гарантированное им жалованными грамотами русских государей, были названы слободскими казаками.

## Запорожские и слободские украинские казаки в XVIII и XIX веках
Российские власти регулярно нарушали права запорожцев, часто отправляя украинцев (как казаков так и крестьян) на каторгу, в частности на строительство Староладожского канала во время которого погибли 10 тысяч запорожцев. 11 мая 1709 года войсками Петра Первого за переход казаков на сторону Швеции в ходе Северной войны была ликвидирована Старая (Чертомлыкская) Сечь низовых казаков. Уйдя ниже по Днепру на территории, подконтрольные Османской империи, казаки попытались основать там Каменскую Сечь (1709—1711 годы).
Однако в 1711 году московские войска и казаки гетмана И. Скоропадского напали на крепость и разрушили её. После этого ещё ниже по Днепру была основана Алешковская Сечь (1711—1734 годы), на этот раз под протекторатом крымского хана, но и она просуществовала недолго.
В 1733 году крымский хан приказал запорожцам, основным центром которых к тому времени была Алешковская Сечь, двинуться к русской границе, где генерал Вейсбах, устраивавший украинскую линию крепостей, вручил им грамоту императрицы Анны Иоанновны о помиловании и принятии в русское подданство. Так была основана Новая (Подпольненская) Сечь.
В 1734 году был определён штатный состав Нежинского, Лубенского, Полтавского, Переяславского, Киевского, Миргородского, Прилуцкого и Гадяцкого казачьих полков, что ограничило дальнейший сверх этой нормы приём в эти полки казаков. В царствование Анны Иоанновны та же политика продолжалась в ещё более широком размере: украинские казаки, помимо содержания нескольких регулярных полков, обязаны были укреплять украинскую крепостную линию для защиты от набегов крымских татар. От такой тяготы казаки стали массами выселяться на Волгу и в Оренбургский край.
Один из полков — Чугуевский казачий полк был сформирован в 1747 году из городовых казаков Чугуева, Орла и Курска, а также из калмыков, проживавших до 1917 года в одном из районов г. Чугуева — Калмыцкой слободе.
За поддержку Восстания Пугачёва было принято решение ликвидировать запорожское казачество. В конце мая из Крепости Святой Елисаветы вышла армия которая 15 июня разрушила Сечь. Окончательно судьба запорожцев была решена 3 августа 1775 года подписанием российской императрицей Екатериной II манифеста «Об уничтожении Запорожской Сечи и о причислении оной к Новороссийской губернии».
В то же время украинские казаки послужили главным ядром образованных при Екатерине II казачьих войск — Черноморского, Бугского и Екатеринославского.
Казачьи полки постепенно были переформированы в регулярные карабинерные; так, в 1775 году 1, 2, и 3-й компанейские полки (два остальных были упразднены ещё ранее в 1709 году) были переформированы в легкоконные полки и названы в 1779 году Киевским, Черниговским и Северским.
В 1783 году, когда утвердили Положение о регулярной коннице, окончательно упразднили украинские (малороссийские) казачьи полки, причём в числе девяти легкоконных полков Екатеринославской конницы из малороссийских казаков сформировали Полтавский легкоконный полк, а в числе десяти легкоконных полков Малороссийской конницы из малороссийских казаков сформировали Стародубовский, Глуховский, Софийский, Тверской, Нежинский, Лубенский и Переяславский легкоконные полки; все эти легкоконные полки в 1784 году переименовали в карабинерные и окончательно включили в состав регулярной кавалерии.
В 1790 году из Александрийского и Херсонского легкоконных полков был сформирован Херсонский казачий полк, а из Полтавского — Полтавский казачьий полк, переименованный в том же году в казачий Булавы Великого Гетмана полк; затем в 1792 году этот последний и Херсонский казачий полки были вновь переформированы в Полтавский, Александрийский и Херсонский легкоконные полки.
В 1790 году во время русско-турецкой войны украинские казаки были временно призваны в строевые казачьи части, распущенные по окончании войны.
В 1812 году, на основании манифеста о созыве внутреннего ополчения для усиления действующей против французов армии, из жителей Киевской, Каменец-Подольской, Черниговской и Полтавской губерний были сформированы 15 малороссийских конных казачьих полков, по 5 эскадронов каждый; полки эти были расформированы в 1816 году.
В 1831 году, по случаю польского восстания, из малороссийских казаков тех же губерний были сформировано 8 кавалерийских полков, из которых 2 были переведены на Кавказ (в 1832), где из них впоследствии были сформированы Сунженско-Владикавказские полки Терского казачьего войска; два же полка (1832) были переведены в таможенное ведомство для несения пограничной (кордонной) службы, а остальные 4 полка были в 1832 году расформированы, причём составлявшее их население было намечено к переселению на Кавказ.

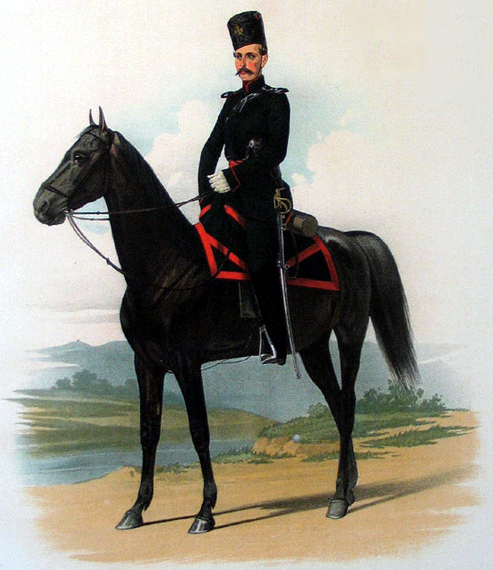
Пиратский К. К. Обер-офицер малороссийских конных казачьих полков. 1855 год

Во время Крымской войны в 1855 году, на основании особого манифеста, из жителей Полтавской и Черниговской губерний опять было сформировано 6 малороссийских конных казачьих полков 7-сотенного состава. В 1856 году полки эти были распущены по домам.
Наконец, в 1863 году, по случаю нового польского восстания, из малороссийских казаков опять было сформировано 3 малороссийских конных казачьих полка: 1 и 2-й Полтавские и 3-й Черниговский, которые в 1864 году были расформированы.

### Надворные казаки
Среди казаков Украины в XVIII веке известны надворные казаки. Так называли охрану польских магнатов и которые содержались за их счёт (кошт). Надворные казаки нанимались из числа крестьян и, несмотря на свой статус, нередко принимали участие в народных восстаниях. Наиболее известным надворным казаком является Иван Гонта, уманский сотник надворных казаков графа Силезия Потоцкого, ставший руководителем гайдамацкого движения, получившего название «Колиивщина» (1768 год).

## Возрождённое украинское казачество

### Вольное казачество
В середине марта 1917 года крестьянин Смоктий из Русановки на Белоцерковщине организовал Русаковскую сотню. Вскорости крестьяне решили собрать в Звенигородке казацкий съезд и там выработать статут организации. Этим занимался Ковтуненко, человек с высшим образованием. В начале апреля все выборные сотенные командиры прибыли на съезд и приняли статут организации под названием «Вольное казачество» (укр. «Вільне Козацтво»):
1. Вольное Казачество организовывается для обороны вольностей украинского народа и охраны порядка;
2. Вольное Казачество — территориальная военизированная организация, куда имеют право вступить граждане уезда не моложе 18 лет;
3. В организацию не принимаются люди, «враждебные к Украине и люди, наказанные судом за уголовные преступления»;
4. Всеми делами организации ведают командиры и советы казачьей старшины;
5. На командные посты старшина избирается народом. Избранные командиры сами назначают себе заместителей, писаря, казначея и библиотекаря.

### Червоное казачество
Украинские коммунисты и большевики, а также обычные граждане, поддерживающие идеи советской власти, тоже не стояли в стороне от этих процессов. Под различными названиями в сёлах, особенно на левобережной Украине (Приднепровье, Слобожанщина), древнем казачьем крае, в сёлах начали стихийно образовываться отряды красных казаков, для самообороны против различных, местных и пришлых, насильников и захватчиков, для установления советской власти в регионе. В Харькове также было принято решение о создании первых регулярных частей красного, червоного казачества.
Формирование полков Червоного казачества, по сути, стало началом образования регулярной Рабоче-крестьянской Красной армии не только на Украине, но и на территориях бывшего СССР. Указ о формировании Червоного казачества был подписан 10 января 1918 года, то есть раньше 23 февраля (официального дня образования Красной Армии, указанного в советских учебниках истории). В отличие от красногвардейских отрядов, которые содержались за счёт предприятий, средства на содержание Червоного казачества выделяли партийные организации, а потом Советское правительство. Командование Червоного казачества не выбиралось, а назначалось.
С другой стороны зафиксированы также случаи выступления подразделений называвшихся Червонным и Красным казачеством против органов советской власти (напр. Лубенской ЧК), в том числе, под лозунгами «за вольную Украину», «за советскую власть без коммунистов» и т. д.

## Роль казачества в истории Украины
В историографии украинское казачество рассматривается как важнейший этап в формировании украинского народа и государственности. Роль казачества во всей социально-политической жизни Украины была настолько велика, что термины «казаки» и «страна казаков» в XVI—XVIII вв. были обозначением страны и народа вообще (гораздо раньше, чем утвердились как основные названия «украинец» и «Украина»). Казачество в этот период сыграло роль национального символа, носителя этничности и защитника национальных интересов и веры.

## Отображение в кинематографе
- Огнём и мечом (фильм 1999)
- Дорога на Сечь (фильм 1994)
- Гетман (фильм 2015)